# كاميلا كوردوفسكا
كاميلا كوردوفسكا (بالتشيكية: Kamila Kordovská)‏ مواليد 4 ديسمبر 1997 في براغ، هي لاعبة كرة يد تشيكية تلعب كظهير أيسر. مثلت منتخب التشيك لكرة اليد للسيدات.

## سجل المنافسة
شاركت في البطولات التالية:
- بطولة أوروبا لكرة اليد للسيدات 2016

## روابط خارجية
- كاميلا كوردوفسكا على موقع الاتحاد الأوروبي لكرة اليد (الإنجليزية)